# ورنون، نیوجرسی
ورنون (به انگلیسی: Vernon Township) شهری در ایالت نیوجرسی کشور ایالات متحده آمریکا است که جمعیت آن در سرشماری سال ۲۰۱۰ میلادی، ۲۳٬۹۴۳ نفر بوده‌است.